# Mémorial Josef-Odložil
Le Mémorial Josef-Odložil (en tchèque Memoriál Josefa Odložila) est une compétition internationale d'athlétisme se déroulant une fois par an au stade Juliska de Prague, en République tchèque. Jusqu'en 2001, il se déroulait dans le stade Evžen-Rošický. Disputé pour la première fois en 1994, meeting tient son nom de l'athlète tchèque Josef Odložil, médaillé olympique lors des Jeux olympiques d'été de 1964, décédé en 1993. 
Il fait partie en 2011 du circuit européen de l'European Outdoor Premium Meetings.